# Nynne
Nynne är en dansk TV-serie som visades på TV3 Danmark under 2006. I Sverige visas serien under våren 2007 i TV4 Plus. Serien är baserad på boken Nynnes Dagbok skriven av Henriette Lind, Lotte Thorsen och Anette Vestergaard. Boken resulterade även i en film.

## Handling
Efter att ha blivit dumpad av mannen hon trodde att hon skulle dela resten av sitt liv med ger sig Nynne ut i singelvärlden för att finna en ny man. När dejterna gång efter gång slutar i katastrof tröstar hon sig med sina vänner, shopping och alldeles för många cocktails.
1. ↑  Filmdatabasen.[källa från Wikidata]